# Tesla Optimus

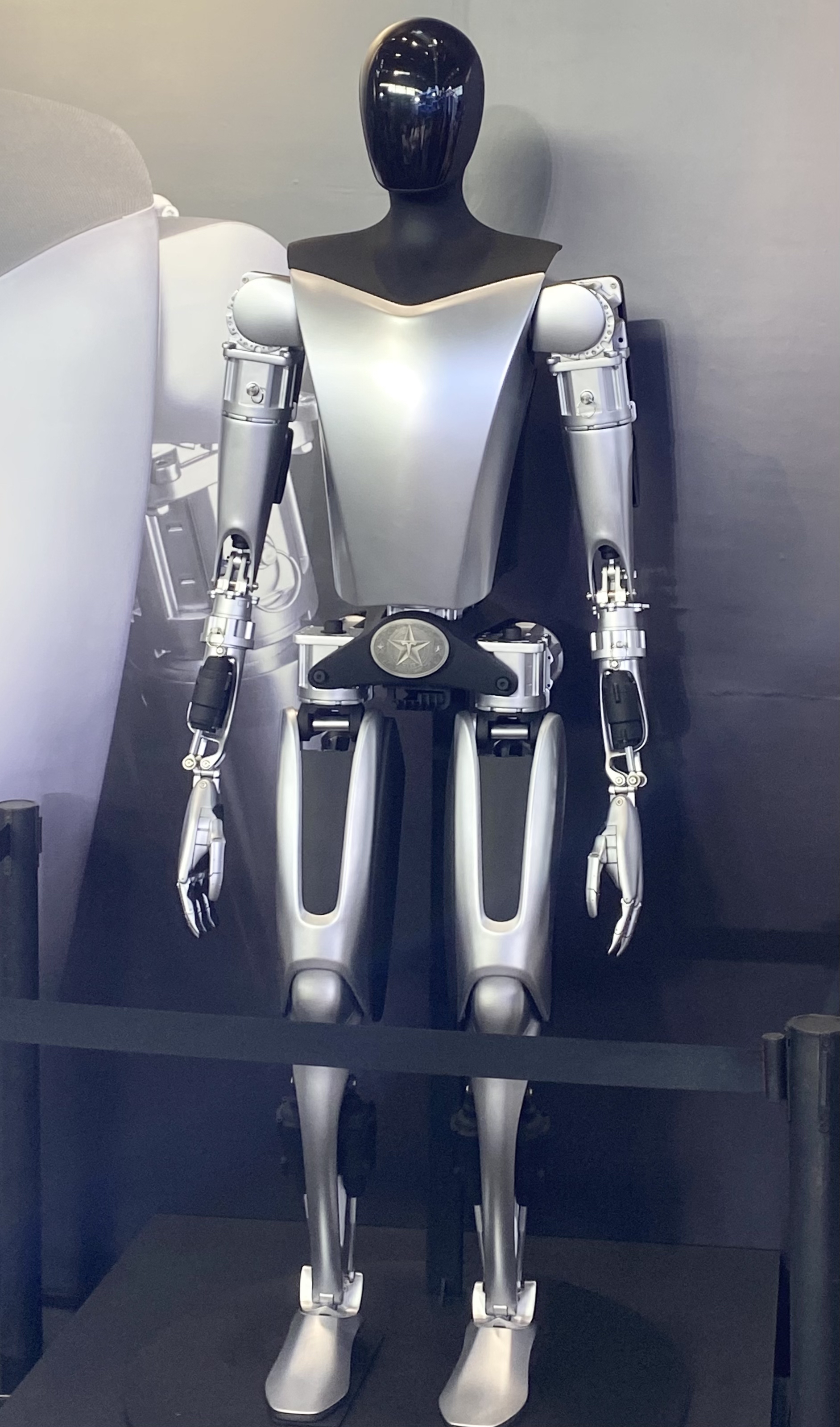
Optimus bij een expositie (2023)

De Optimus is een humanoïde robot van het Amerikaanse bedrijf Tesla. Een conceptversie van de robot werd onder de naam Tesla Bot voor het eerst getoond tijdens een KI-evenement van Tesla op 19 augustus 2021.

## Beschrijving
Op 1 oktober 2022 toonde Tesla-directeur Elon Musk een werkend prototype van de Optimus, die zelfstandig kan rondlopen. Het bedrijf werkt tevens aan een versie die met een kabel is verbonden. Musk gaf aan dat de Optimus over 3 tot 5 jaar beschikbaar zal zijn voor het publiek. Daarbij werd een prijs van minder dan 20.000 Amerikaanse dollar genoemd.
In een videofragment werden enkele eenvoudige taken van de Optimus getoond, zoals een pakketje bezorgen, dozen dragen of voorwerpen oppakken.
Ondanks dat Musk in het verleden waarschuwde voor de gevaren van kunstmatige intelligentie, gaf hij aan dat dergelijke robots kunnen bijdragen aan een toekomst zonder armoede.

## Ontvangst
Kort na de onthulling van het concept in 2021 waren verschillende journalisten sceptisch over het product. Zo werden het overwaarderen van de robot en te grote beloftes genoemd als kritiek door onder meer The Washington Post en The Verge. Ook experts op het gebied van robotica uitten zich sceptisch.

## Technische details
- Hoogte: 177 cm
- Gewicht: 73 kg
- Maximale draaglast: 20 kg
- Maximale tilcapaciteit: 68 kg
- Snelheid: 8 km per uur
- Batterij: Lithiumbatterij met 2,3 kWh
- Batterijduur: circa 8 uur